# Dömsöd
Dömsöd là một làng thuộc hạt Pest, Hungary. Làng này có diện tích 72,42 km², dân số năm 2010 là 5770 người, mật độ 80 người/km².